# 百年目の恋
『百年目の恋』（ひゃくねんめのこい）は、1973年10月1日から1974年3月25日まで、読売テレビが制作し、日本テレビ系列の毎週月曜日22:00 - 22:55の枠で放送されたテレビドラマ。全26回。

## 概要
東京・上野・池之端にある料亭「花月」が主な舞台。花月は150年以上の歴史を持つ老舗で、経営する一家は女系家族であり、代々婿養子を取って家業を維持してきた。ある日、花月に曽祖父が借りたという100年前の借金一億円を返しにやって来た男が現れた。その男はブラジルからやって来た日系四世の坂東大介と言う。後に大介は一億円を由利に押し付けることをあきらめ、花月に住み込んで働きながら返すことにした。しっかり者の由利と、大介、そして由利の元々の恋人・森山や見合相手の小杉、思いを寄せる信一らも絡む恋の騒動と行方、ウーマン・リブからの男権復活の模様などを描いていったホームコメディ。
1973年12月31日放送の第14話は、由利役の十朱幸代が江戸小咄を披露するなど、出演者各々が歌やかくし芸を披露するという特別版的なストーリーだった。

## キャスト
- 由利：十朱幸代 - 和代の娘でOL。
- 坂東大介：浜畑賢吉[3]
- 友吉：植木等 - 板前で、由利の父。婿養子。
- 和代：扇千景 - 由利の母で、花月の主人。
- たつ：沢村貞子 - 由利の祖母。
- 保造：曽我廼家明蝶 - 由利の祖父。
- 一郎：堀内正美
- 美恵：稲垣光穂子 - おにぎり屋「おはん」の主人。
- 水野明夫：長門裕之 - 美恵の幼馴染みで、やもめ暮らし。
- 華木：ハナ肇
- 永田専務：松下達夫 - 由利の会社の上司。
- 森山：松川勉 - 由利の恋人。
- かおる：田坂都 - 第19話で一郎と結婚。
- 小杉：原田大二郎 - 由利の見合相手。
- 水野の母：万代峰子
- 花月の女中・タミ子：小田まり
- 犬塚弘
- 信一：河原崎長一郎 - 由利に思いを寄せていた。第21話で由利をあきらめ、「おはん」に住み込む決意をする。
- 杉谷志津：高峰三枝子 - たつのいとこで、レストランを広く経営する実業家。
- 杉谷：田崎潤 - 志津の夫。
- 竹村：十朱久雄 - 第19話などゲスト
- 坂本マリア：アン・ルイス - 第22話ゲスト

## スタッフ
- 脚本：北村篤子
- 演出：鶴橋康夫
- 音楽：渡辺岳夫
- 制作：よみうりテレビ